# جيم ستاندين
جيم ستاندين (بالإنجليزية: Jim Standen)‏ هو لاعب كرة قدم ولاعب كريكت بريطاني في مركز حراسة المرمى، ولد في 30 مايو 1935 في إدمونتون ‏ في المملكة المتحدة. لعب مع ديترويت كوجرز ونادي أرسنال ونادي بورتسموث ونادي لوتون تاون ونادي ميلوول ووست هام يونايتد.

## وصلات خارجية
- جيم ستاندين على موقع إي آس بي آن كريك إنفو (الإنجليزية)
- جيم ستاندين على موقع قاعدة بيانات كرة القدم.إي يو (الإنجليزية)